# Musikjahr 1618
Liste der Musikjahre

◄◄ | ◄ | 1614 | 1615 | 1616 | 1617 | Musikjahr 1618 | 1619 | 1620 | 1621 | 1622 | ► | ►►

Weitere Ereignisse
Dieser Artikel behandelt das Musikjahr 1618.

## Ereignisse

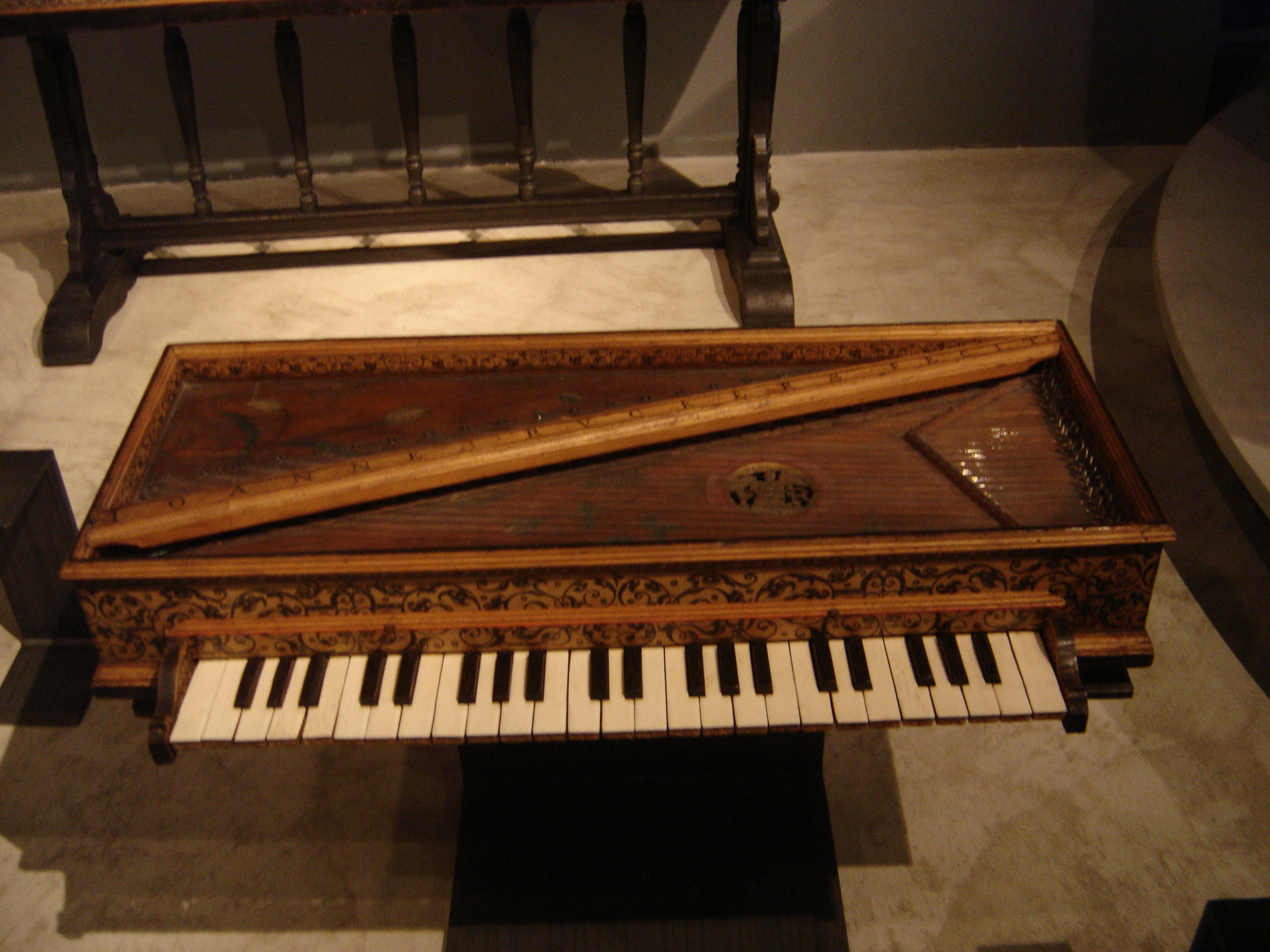
Virginal von Ioannes Ruckers, Anvers 1618

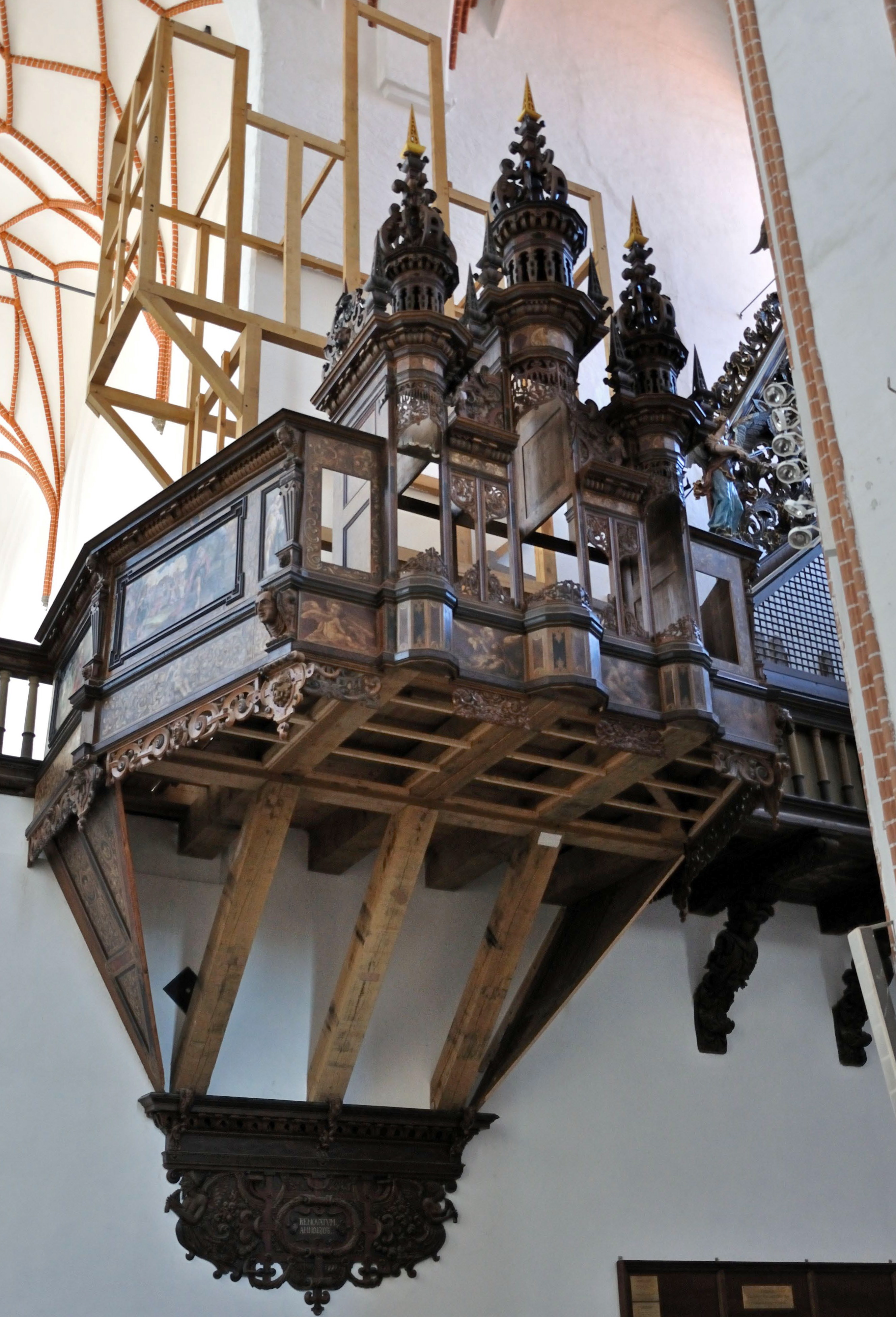
Orgel in der St.-Trinitatis-Kirche in Danzig

- Herbst: Das nach Plänen von Giovanni Battista Aleotti errichtete barocke Hoftheater in Parma wird fertiggestellt. Nach seiner Eröffnung bleibt es aber zehn Jahre lang unbespielt.
- Robert Ballard wird Lautenist und Komponist am Hof von König Ludwig XIII.
- William Brade wirkt von 1615 bis 1618 in Kopenhagen und von 1618 bis 1619 in Halle.
- Philipp Dulichius, der im Jahr 1587 eine Stellung als Kantor am Fürstlichen Pädagogium in Stettin angetreten hatte, hat dort belegt seit 1618 den Titel Professor.
- Michael East wirkt ab 1618 für den Rest seines Lebens in der Kathedrale von Lichfield als Chormeister und Organist.
- Michel Mazuel ist 1618 und 1626 in Pariser Orchestervereinigungen als „dessus de violon“ bzw. als „haute-contre de cornet“ nachgewiesen.
- Isaak Posch ist von 1614 bis 1618 bei den Kärntner Landständen als Landschaftsorganist angestellt. Er spielt bei Privatandachten in den Schlosskapellen des Adels und auch bei repräsentativen Anlässen und Festen der Stände. In diesem Jahr heiratet er eine Klagenfurter Bürgerstochter und wechselt nach Laibach, der Hauptstadt von Krain. Ebenfalls 1618 lässt er in Regensburg eine erste Sammlung seiner Werke unter dem Titel Musikalische Ehrnfreudt drucken und widmet sie den Kärntner Landständen.
- Thomas Ravenscroft singt von 1618 bis 1622 wieder im Chor der St Paul’s Cathedral in London unter Edward Pearce, den er auch als seinen Lehrer bezeichnet. Zeitgleich wirkt Ravenscroft als Musiklehrer des Christ’s Hospital in London.
- Caspar Vincentius, der zuvor für eine gewisse Zeit an der St. Andreaskirche in Worms gewirkt hatte, wird am 3. August 1618 als Domorganist nach Würzburg berufen, wo er bis zu seinem Tod bleibt.
- Merten Friese stellt die Orgel in der St.-Trinitatis-Kirche in Danzig fertig.

## Instrumental- und Vokalmusik (Auswahl)

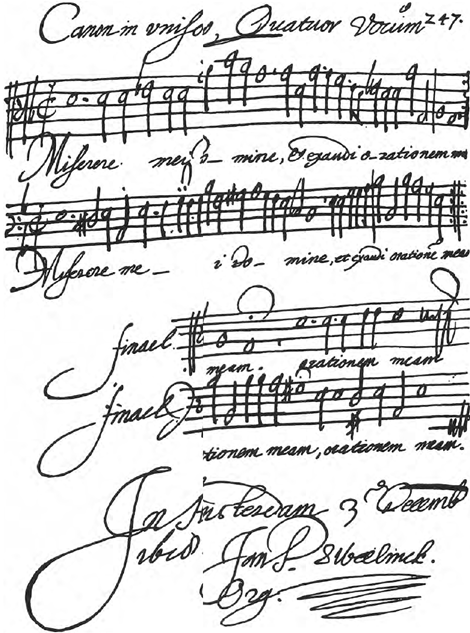
Autograph des Canon in unisono SwWV 195 aus dem Jahr 1618 von Jan Pieterszoon Sweelinck

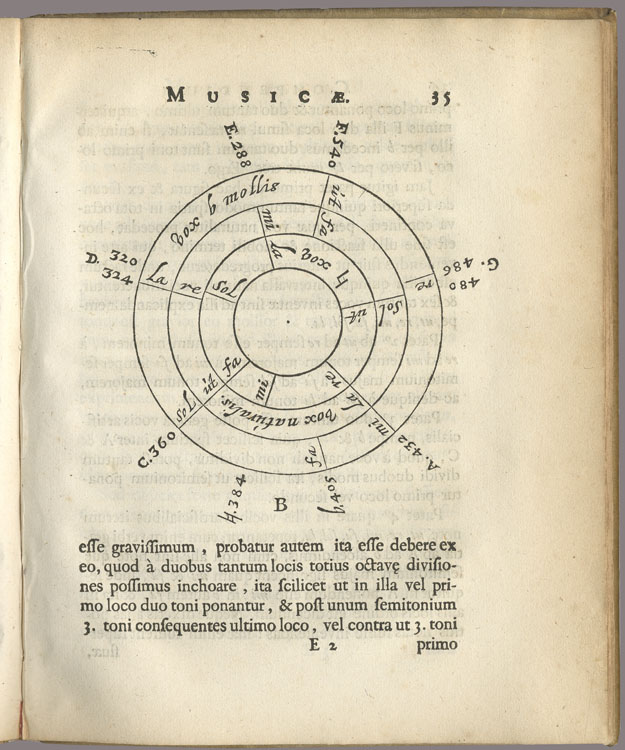
Abbildung aus Musicae Compendium von René Descartes, Utrecht 1650

- Sebastián Aguilera de Heredia – Magnificats zu vier, fünf, sechs und acht Stimmen, Saragossa: Petrus Cabarte
- Gregorio Allegri – Concertini, 2–5-stimmig mit Basso continuo, libro I, Rom (verschollen)
- Giovanni Francesco Anerio – fünftes Buch der sacrarum cantionum, Rom: Giovanni Battista Robletti
- Francesca Caccini – erstes Buch der Musik für eine und zwei Stimmen, Florenz: Zanobi Pignoni
- Johannes Vodnianus Campanus – Sacrarum odarum libri duo zu vier Stimmen, Prag: Johann Schönfeld (zwei Bücher mit geistlichen Oden)
- Antonio Cifra – zweites Buch der Scherzi sacri für eine, zwei, drei und vier Stimmen, op. 25, Rom: Giovanni Battista Robletti
- Christoph Demantius
  - Hochzeitlicher Davidischer Ehe-Segen (Wol dem, der den Herren fürchtet) zu acht Stimmen, Freiberg: Georg Hoffmann (Epithalamium zur Hochzeit von Heinrich Schönleben und Magdalena Tannenberg am 20. Oktober)
  - Glückseliger Ehe Schatz (Jauchzet dem Herren alle Welt) zu acht Stimmen, Freiberg: Georg Hoffmann (Epithalamium zur Hochzeit von Johannes Reger und Susanna Reisiger am 3. November)
  - Euredikos armonikos (Gaudete filiae Jerusalem) zu acht Stimmen, Freiberg: Georg Hoffmann (Epithalamium zur Hochzeit von Georg Schöller und Maria Caspar Dachsell)
  - Te Deum laudamus zu sechs Stimmen, Freiberg: Georg Hoffmann (geschrieben zur Beerdigung von Michael Rothen)
- Richard Dering – Cantica sacra ad melodiam madrigalium zu sechs Stimmen mit Basso continuo, Antwerpen: Pierre Phalèse
- Ignazio Donati
  - Concerti ecclesiastici zu zwei, drei, vier und fünf Stimmen, Venedig: Giacomo Vincenti
  - Concerti ecclesiastici zu einer bis fünf Stimmen, op. 5, Venedig: Giacomo Vincenti
  - Motetti concertati zu fünf und sechs Stimmen, op. 6, Venedig: Giacomo Vincenti
- Michael East – The Fourth Set Of Bookes … to 4. 5. and 6. Parts: Apt for Viols and Voyces
- Melchior Franck
  - Newes Hochzeitgesang ausz dem 2. Capitel deß Hohenlieds Salomonis zu fünf Stimmen, Coburg: Justus Hauck (Hochzeitsmotette)
  - Newes Hochzeit Gesang ausz dem 8. Capitel deß Hohen Lieds Salomonis zu fünf Stimmen, Coburg: Justus Hauck (Hochzeitsmotette)
  - Psalm 122 zu acht Stimmen in zwei Chören, Coburg: Justus Hauck
  - Zwey newe HochzeitGesäng zu acht Stimmen in zwei Chören, Coburg: Kaspar Bertsch
- Giovanni Battista Grillo – Sacri concentus ac symphoniae, Venedig
- Pierre Guédron – viertes Buch der Airs de cours zu vier und fünf Stimmen, Paris: Pierre Ballard
- Adam Gumpelzhaimer – Zwei schoene Weihenaecht Lieder
- Sigismondo d’India – Le musiche … Libro III a 1 e 2 voci, Mailand: Filippo Lomazzo
- Giovanni Bernardino Nanino – viertes Buch der Motetten zu einer bis fünf Stimmen mit Orgelbass, Rom: Giovanni Battista Robletti
- Pomponio Nenna – achtes Buch der Madrigale zu fünf Stimmen, Rom: Giovanni Battista Robletti
- Pietro Pace – drittes Buch der Motetten, op. 16, Venedig: Giacomo Vincenti
- Francesco Pasquali
  - Cantiones..., op. 3, Rom: Giovanni Battista Robletti
  - zweites Buch der Madrigale, op. 4, Venedig: Giacomo Vincenti
- Giovanni Picchi – Intavollatura di Balli d’Arpicordo für Cembalo (1618 und 1621)
- Isaac Posch – Musikalische Ehrnfreudt zu vier Stimmen, Regensburg: Matthias Mylius für Isaac Posch (Sammlung von Tanzmusik)
- Hieronymus Praetorius – Cantiones variae zu fünf, sechs, sieben, acht, zehn, zwölf, vierzehn und zwanzig Stimmen, op. 4, Hamburg: Heinrich Carstens
- Francesco Rasi – 1 Motette zu zwei Stimmen, in: Federico Malgarini, Motetti a una, due, tre et quattro voci col basso continuo per l’organo fatti da diversi musicisti servitori de! Signor Duca di Mantoria, e racolti da Federico Malgarini, Venedig: G. Vincenti
- Johann Hermann Schein – Opella nova, Band 1 (Sammlung geistlicher Konzerte)
- Jan Pieterszoon Sweelinck – Canon in unisono, SwWV 195
- Caspar Vincentius – 5 Motetten, in der zweiteiligen Sammlung Florilegium Portense, herausgegeben von E. Bodenschatz, Leipzig 1618 und 1621

## Musiktheoretische Schriften
- René Descartes – Musicae Compendium

## Geboren

### Geburtsdatum gesichert
- 04. Juni: Daniel Herz, deutsch-österreichischer Orgelbauer († 1678)
- 11. Juni: Johann Franck, deutscher Jurist und Kirchenlieddichter († 1677)
- 09. September: Joan Cererols, katalanischer Benediktiner und Komponist († 1680)

### Genaues Geburtsdatum unbekannt
- Solomon Eccles, englischer Komponist († 1683)
- Giovanni Maria Galli da Bibiena, italienischer Freskant, Tafelmaler und Bühnendekorateur († 1665)
- Jan Aleksander Gorczyn, polnischer Drucker, Verleger und Komponist († nach 1704)

### Geboren um 1618
- Pierre Robert, französischer Komponist († 1699)

## Gestorben

### Todesdatum gesichert
- 18. Januar: Martin Rutilius, deutscher Pfarrer und Dichter von Kirchenliedern (* 1550)
- 19. August: Caspar Haßler, deutscher Organist und Musikherausgeber (* 1562)
- 10. September: Johann Woltz, deutscher Organist (* um 1550)
- 10. Dezember (bestattet): Giulio Caccini, italienischer Komponist (* 1551)
- 12. Dezember: Pedro de Cristo, portugiesischer Mönch und Komponist (* um 1550)

### Genaues Todesdatum unbekannt
- Sebastian Ertel, österreichischer Komponist (* um 1555)

### Gestorben um 1618
- Girolamo Belli, italienischer Komponist (* 1552)
- Jean Mazuel der Ältere, französischer Instrumentalmusiker (* 1560)

### Gestorben nach 1618
- Diomedes Cato, italienischer Komponist und Lautenist (* nach 1560)
- Jan van Turnhout, franko-flämischer Komponist und Kapellmeister (* um 1545)